# TopEye
TopEye（トップアイ）は、ニコンの「写真文化活動」の一つとして、1979年に創刊された雑誌である。
ニコンでは中学・高校生を対象とした写真部応援マガジンと位置付ける。全国の中・高校約7,000校に無料で配布される。フォトコンテスト「TopEyeフォトフォトサロン」を、中学・高校生を対象に年4回、教師を対象に年1回行う。